# Gemeinsame Normdatei
El Gemeinsame Normdatei (GND; en inglés: Integrated Authority File) es un índice estandarizado de control de autoridades para datos de personas, instituciones, congresos, datos geográficos, descriptores y palabras clave, así como títulos de obras, al servicio principalmente de la catalogación de literatura en bibliotecas y crecientemente también para la categorización en archivos, museos, proyectos y aplicaciones web. Se mantiene en cooperación entre la Biblioteca Nacional de Alemania, todas las asociaciones de bibliotecas de países germanoparlantes (el Österreichischer Bibliothekenverbund de Austria, la Biblioteca Nacional de Suiza), la Base de Datos de Periódicos y Revistas (Zeitschriftendatenbank) y muchas otras instituciones. Los datos normalizados facilitan la catalogación, ofrecen entradas unívocas para las búsquedas y posibilitan la interconexión en red de distintos recursos informativos.
La GND surgió el 19 de abril de 2012, en reemplazo de los datos normalizados que hasta esa fecha se manejaban de manera separada en los siguientes índices separados:
- Personennamendatei (PND), solamente personas
- Gemeinsame Körperschaftsdatei (GKD), solamente organizaciones
- Schlagwortnormdatei (SWD), solamente palabras claves (descriptores)
- Einheitssachtitel-Datei (DMA-EST-Datei) del Deutsche Musikarchiv (archivo alemán de música)

A partir de julio de 2014, los datos normalizados se acopian y registran en concordancia con las reglas de la RDA (Resource Description and Access), que es la norma que se utiliza, entre otras, en la Biblioteca del Congreso de Estados Unidos.